# Jean-Luc Petithuguenin
Jean-Luc Petithuguenin, né le 16 octobre 1957 à Besançon, est un chef d'entreprise français, propriétaire et fondateur de Paprec Group.

## Biographie

### Carrière
Diplômé de l'École supérieure des sciences économiques et commerciales (ESSEC) en 1979, Jean-Luc Petithuguenin rejoint, à la sortie de l’école, une entreprise spécialiste des marquages routiers, la SAR. Contrôleur de gestion puis directeur financier, il en devient directeur général en 1984. Il la développe pour en faire le leader français du marquage au sol.
En 1990, il entre à la Générale des eaux comme chargé de mission puis devient directeur général des branches recyclage et nettoyage industriel,. En 1994, il quitte le groupe et les 15 000 salariés de la branche recyclage et nettoiement industriel. Il reprend la société Paprec, qui est alors une petite entreprise de recyclage de papiers-cartons à La Courneuve,. Pour financer ce rachat, il convainc son employeur de lui prêter la moitié de la somme nécessaire,.
Composée de 45 personnes, elle réalise alors un chiffre d’affaires de cinq millions d’euros.
Dès 2000, il réunit à son capital le Crédit agricole et la Société générale. En 2005, Banexi, Caisse des Dépôts, le fonds d'investissement Demeter et Banque populaire rejoignent l'entrepreneur au capital de Paprec. En 2007, il parvient à convaincre le PDG de LVMH, Bernard Arnault, de rejoindre le capital de son entreprise tout comme la banque Rothschild & Cie ainsi que le fonds Quilvest.
En 2010, la société comprend 3 500 salariés et réalise un chiffre d'affaires de 750 millions d'euros. En 2012, Jean-Luc Petithuguenin réalise son 4e tour de table avec Arkea, Bpifrance, Société Générale, BNPP et CMCIC. En une vingtaine d'années, il transforme la PME et en fait le premier groupe indépendant français de recyclage et le numéro 3 de la gestion globale des déchets, avec 1,5 milliard d'euros de chiffre d’affaires et 8 000 salariés en 2017.
En 2020, il devient président de Federec, la fédération professionnelle des entreprises du recyclage,. Il est également président-fondateur du groupe Hélios, spécialisé dans la signalisation et le marquage routier. En 2022, à l'occasion de son 5e tour de table, Vauban Infrastructure Partners, société de gestion française à l’empreinte européenne spécialisée dans les investissements d’infrastructures en fonds propres, ainsi que le groupe Crédit Agricole, rejoignent Jean-Luc Petithuguenin et son groupe. Bpifrance, BNPP et Arkea confirment de leur côté leur engagement comme actionnaires du groupe,,. En 2024, le groupe atteint les 3 milliards d’euros de chiffre d'affaires et s’attend à prendre la prendre la deuxième place du marché française des déchets. Le groupe compte alors 17 000 salariés travaillant sur environ 350 sites et usines répartis dans dix pays,. Jean-Luc Petithuguenin vise les 5 milliards de chiffre d’affaires avant 2030.

### Vie privée
Il est père de quatre enfants. 

## Controverses

### Affaire Pandora Papers
En novembre 2021, un numéro de Cash Investigation consacré à la gestion des déchets indique que le groupe Paprec figure dans les Pandora Papers. La présentatrice Elise Lucet évoque l'absence de dépôt de comptes annuels de manière régulière, ainsi qu'un financement vingt-sept ans auparavant par des sociétés luxembourgeoises. Elles-mêmes seraient détenues par des sociétés du Panama et aux Îles Vierges britanniques. Ayant accepté de répondre aux questions de la journaliste, Jean-Luc Petithuguenin récuse toute irrégularité.

### Soupçon de corruption
En 2020 débute une enquête pour favoritisme, corruption, prise illégale d'intérêts et entente illicite qui donne lieu à des perquisitions au siège de Paprec. Jean-Luc Petithuguenin est placé en garde à vue et entendu le 31 mai 2022, en même temps que l'ancien sénateur de l'Oise Philippe Marini dans une affaire de corruption liée à l'attribution d'un contrat public d'une valeur de 36 millions d'euros, visant la construction d'un centre de tri de déchets à Compiègne. À sa demande afin d'avoir accès au dossier judiciaire, le dirigeant est ensuite mis en examen et placé sous contrôle judiciaire par un juge d'instruction le 1er juin 2022,. Il fait appel de cette mesure, à la suite de quoi la Cour d’appel de Paris lève, le 25 juillet 2022, son contrôle judiciaire et lui permet de reprendre la direction du groupe à l’international, qui avait été entre temps cédée à son fils Sébastien Petithuguenin,.

### Charte de la laïcité
En février 2014, Jean-Luc Petithuguenin annonce l'adoption d'une charte de la laïcité chez Paprec afin d'interdire « le port de signes manifestant ostensiblement l'appartenance religieuse ». Il s'agit de la première société privée en France à se doter d’une charte de laïcité, alors que le fait religieux est peu cadré par la loi française. La mesure de Jean-Luc Petithuguenin est décrite comme militante et l'entreprise est perçue comme profitant de l'absence de jurisprudence à ce sujet. En 2017, la Cour de justice de l'Union européenne conforte néanmoins le groupe Paprec dans son choix. Elle estime que les entreprises privées ont le droit, sous conditions, d'interdire le port du voile à leurs salariées.

## Autres engagements
Passionné d’opéra, Jean-Luc Petithuguenin est mécène principal du ballet de l’Opéra de Paris,.
Féru de voile, il soutient à travers le mécénat de Paprec de nombreux skippers, notamment Jean-Pierre Dick, vainqueur à quatre reprises de la Transat Café L'Or ou plus récemment de Yoann Richomme, arrivé second du Vendée Globe 2024-2025 à bord de l'IMOCA Paprec Arkéa. Paprec est également le sponsor principal de la Solitaire du Figaro Paprec depuis 2022 et de la Transat Paprec depuis 2023.
Jean-Luc Petithuguenin est membre du conseil d'administration de Bpifrance.

## Distinctions
- 2007 : Légion d'honneur[40]
- 2014 : Prix de la laïcité , remis par le Comité Laïcité République[41],[42]
- 2016 : Prix de l’entrepreneur de l’année lors des BFM Business Awards[43]